# Gökhan Ünal
Gökhan Ünal (ur. 23 lipca 1982 w Ankarze) – turecki piłkarz grający na pozycji napastnika.

## Kariera klubowa
Gökhan pochodzi z Ankary. Jest wychowankiem klubu Petrolofisi, w którym grał w drużynach juniorskich. W 1997 roku odszedł do Gençlerbirliği SK, a w 1999 roku stał się członkiem kadry pierwszego zespołu. 30 kwietnia 2000 roku zadebiutował w pierwszej lidze tureckiej w wygranym 1:0 domowym meczu z Göztepe A.Ş. 12 maja tamtego roku w swoim drugim meczu w ekstraklasie, z Erzurumsporem (5:0) zdobył pierwszego gola w profesjonalnej karierze. W sezonie 2000/2001 strzelił 2 gole, ale jeszcze w jego trakcie został wypożyczony do filialnego Gençlerbirliği Oftaş, w którym spędził pół roku. Także w kolejnych dwóch sezonach bywał wypożyczany, tym razem do grających w drugiej lidze, Ankarasporu i Yozgatsporu, a w Gençlerbirliği nie zagrał już w żadnym spotkaniu.
Latem 2003 roku Gökhan odszedł z Gençlerbirliği do Kayseri Erciyessporu. W nowej drużynie zadebiutował 9 czerwca 2003 roku w przegranym 0:2 wyjazdowym meczu z Antalyasporem. W sezonie 2003/2004 zdobył 11 bramek w drugiej lidze Turcji i awansował ze swoim zespołem do pierwszej ligi. Wtedy też Kayseri Erciyesspor został przemianowany na Kayserispor. W sezonie 2005/2006 z 25 zdobytymi golami został królem strzelców ligi, a Kayserispor zajął 5. miejsce. Latem 2006 awansował z Kayserisporem do Pucharu UEFA poprzez wygranie finału Pucharu Intertoto. W 2007 i 2008 roku ponownie był z klubem z Kayseri 5. w lidze, a w 2008 roku zdobył Puchar Turcji, dzięki zwycięstwu w finale 11:10 po serii rzutów karnych z Gençlerbirligi. Do lata 2008 rozegrał w barwach Kayserisporu 135 spotkań i zdobył 78 bramek.
Kolejnym klubem w karierze Gökhana został Trabzonspor. 24 sierpnia 2008 w debiucie z Ankarasporem (2:0) zdobył gola, a w całym sezonie 2008/2009 strzelił 15 bramek będąc najlepszym strzelcem Trabzonsporu i przyczyniając się do zajęcia 3. miejsca w lidze przez tę drużynę.
W 2010 roku Gökhan przeszedł do Fenerbahçe SK, w którym zadebiutował 22 stycznia 2010 w meczu z Denizlisporem (3:1). W 2011 roku został wypożyczony do İstanbul BB. Latem 2011 został zawodnikiem Kayserisporu. Z kolei w 2012 roku wypożyczono go do Karabüksporu. Był też wypożyczany do Balıkesirsporu i Karşıyaka SK. W 2016 przeszedł do Menemen Belediyespor.
| Sezon   | Klub                 | Kraj   | Rozgrywki | Mecze | Bramki |
| ------- | -------------------- | ------ | --------- | ----- | ------ |
| 1999/00 | Gençlerbirliği SK    | Turcja | Superliga | 2     | 1      |
| 2000/01 | Gençlerbirliği SK    | Turcja | Superliga | 13    | 2      |
| 2000/01 | Gençlerbirliği Oftaş | Turcja | III liga  | 14    | 9      |
| 2001/02 | BB Ankaraspor        | Turcja | 2. Lig A  | 14    | 1      |
| 2002/03 | Yozgatspor           | Turcja | 2. Lig A  | 17    | 3      |
| 2003/04 | Kayseri Erciyesspor  | Turcja | 2. Lig A  | 23    | 11     |
| 2004/05 | Kayserispor          | Turcja | Superliga | 30    | 7      |
| 2005/06 | Kayserispor          | Turcja | Superliga | 32    | 25     |
| 2006/07 | Kayserispor          | Turcja | Superliga | 25    | 16     |
| 2007/08 | Kayserispor          | Turcja | Superliga | 25    | 11     |
| 2008/09 | Trabzonspor          | Turcja | Superliga | 32    | 15     |
| 2009/10 | Fenerbahçe SK        | Turcja | Superliga | 10    | 2      |
| 2010/11 | Fenerbahçe SK        | Turcja | Superliga | 3     | 0      |
| 2010/11 | İstanbul BB          | Turcja | Superliga | 11    | 2      |
| 2011/12 | Kayserispor          | Turcja | Superliga | 23    | 7      |
| 2012/13 | Karabükspor          | Turcja | Superliga | 12    | 2      |
| 2013/14 | Karabükspor          | Turcja | Superliga | 7     | 2      |
| 2013/14 | Ankaraspor           | Turcja | 1. Lig    | 12    | 4      |
| 2014/15 | Balıkesirspor        | Turcja | Superliga | 23    | 5      |
| 2015/16 | Karşıyaka SK         | Turcja | 1. Lig    | 25    | 7      |
| 2016/17 | Menemen Belediyespor | Turcja | 2. Lig    |       |        |

## Kariera reprezentacyjna
Gökhan ma za sobą występy w młodzieżowych reprezentacjach Turcji – U-16, U-17, U-18 i U-20. W pierwszej reprezentacji zadebiutował 1 marca 2006 roku w zremisowanym 2:2 towarzyskim spotkaniu z Czechami. 28 maja 2006 strzelił pierwszą bramkę w zremisowanym 1:1 sparingu z Estonią. Obecnie jest powoływany do kadry na mecze eliminacyjne do Mistrzostw Świata w RPA.